# Polvo de diamante
El polvo de diamante, polvo de hielo o polvo brillante es una precipitación de  cristales de hielo muy pequeños, en cielo claro, y a menudo tan finos que parecen suspendidos en el aire.
El polvo de diamante se puede observar en las regiones polares y continentales interiores, especialmente con tiempo despejado, calmo y frío. Se forma a temperaturas inferiores a -10 °C en una masa de aire que se ha enfriado rápidamente. Los cristales suelen estar bien desarrollados, generalmente en láminas. El diámetro más común es de 100 micrómetros, pero puede estar en el rango 30-200μm. Estos cristales se hacen visibles cuando destellan a la luz solar y dan origen a fenómenos de halo, bien notorios por lo general. En el polvo de diamante la visibilidad es muy variable; el límite inferior es al menos de 1 km.